# Charles E. Chamberlain
Charles Ernest Chamberlain (22 de julio de 1917 – 25 de noviembre de 2002) fue un político del estado estadounidense de Michigan .

## Vida y carrera
Chamberlain nació en Locke Township, Michigan y después de graduarse de Lansing Central High School en Lansing, obtuvo una licenciatura en 1941 de la Universidad de Virginia en Charlottesville . Obtuvo una licenciatura en derecho. Licenciatura en la Facultad de Derecho de la Universidad de Virginia en 1949.
Durante la Segunda Guerra Mundial, Chamberlain sirvió en la Guardia Costera de los Estados Unidos, de 1942 a 1946, y posteriormente en la Reserva de la Guardia Costera de los Estados Unidos, de 1946 a 1977. Trabajó como abogado en la práctica privada y como agente del Servicio de Impuestos Internos en el Departamento del Tesoro de los Estados Unidos, 1946-1947. Fue fiscal adjunto del condado de Ingham, Michigan, en 1950 y abogado de la ciudad de East Lansing y asesor legal del comité judicial del Senado del estado de Michigan en 1953 y 1954. Fue fiscal del condado de Ingham entre 1955 y 1956.
En 1956, Chamberlain derrotó al demócrata en ejercicio Donald Hayworth y fue elegido republicano por el sexto distrito del Congreso de Michigan para el octogésimo quinto Congreso . Fue reelegido para los ocho Congresos sucesivos, ejerciendo el cargo desde el 3 de enero de 1957 hasta el 31 de diciembre de 1974. Sólo derrotó por un estrecho margen al demócrata Milton Robert Carr por 97.666 votos (50,68%) contra 95.029 (49,32%) en lo que por lo demás fue un año republicano fuerte en 1972. En 1974 fue sucedido por Carr.   Chamberlain votó a favor de las Leyes de Derechos Civiles de 1957,  1960,  1964,  y 1968,  así como de la Enmienda 24 a la Constitución de los Estados Unidos y la Ley de Derechos Electorales de 1965.  
Chamberlain murió en Leesburg, Virginia, de insuficiencia renal e insuficiencia cardíaca congestiva . Está enterrado en el cementerio Evergreen, Lansing, Michigan. Había sido miembro de la Legión Americana, de la Sociedad de Cincinnati, de Veteranos de Guerras Extranjeras y de Kiwanis .